# آربلارا
آربلارا (به فرانسوی: Arbellara) یک کمون در فرانسه است که در canton of Olmeto واقع شده‌است. آربلارا ۱۱٫۲۹ کیلومتر مربع مساحت دارد ۳۵۰ متر بالاتر از سطح دریا واقع شده‌است.